# Mons La Hire

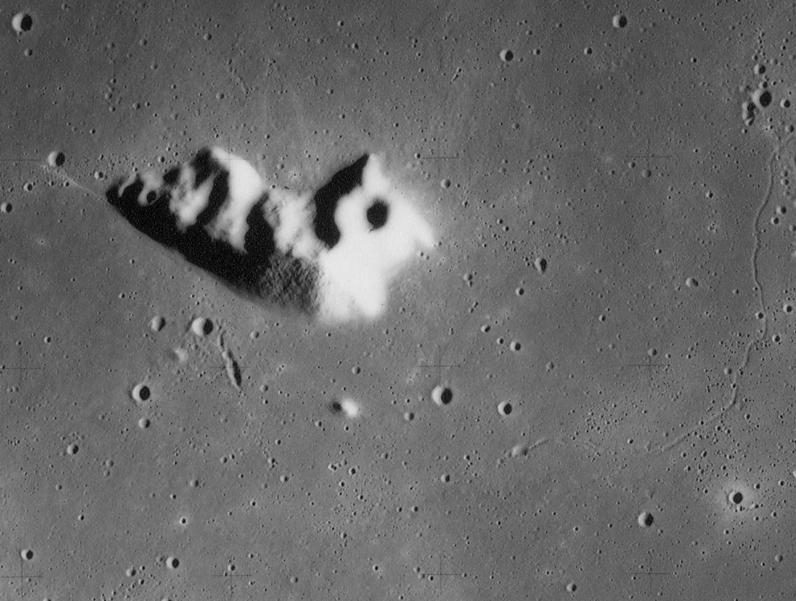
Mons La Hire.

Mons La Hire je izolovaný horský masiv o rozměrech cca 10×25 km v západní části Mare Imbrium (Moře dešťů) na přivrácené straně Měsíce západo-severozápadně od kráteru Lambert a severovýchodně od kráteru Euler. Vrchol je vysoký asi 1,5 km. Střední selenografické souřadnice jsou 27,7° S a 25,5° Z.
Jižně leží malé krátery (tzv. kráterové jamky) Verne (pojmenován podle latinského mužského jména) a Artemis, severozápadně další kráterová jamka Caventou. Severovýchodně se táhne mořský hřbet Dorsum Zirkel.

## Název
Horský masiv je pojmenován podle francouzského astronoma a matematika Philippa de La Hire.

## Satelitní krátery
V blízkosti masivu se nachází několik menších kráterů. Ty byly označeny podle zavedených zvyklostí jménem hlavního objektu a velkým písmenem abecedy.
| La Hire | Sel. šířka | Sel. délka | Průměr |
| ------- | ---------- | ---------- | ------ |
| A       | 28.5° S    | 23.4° Z    | 5 km   |
| B       | 27.7° S    | 23.0° Z    | 4 km   |